# 에픽게임즈코리아
에픽게임즈코리아(영어: Epic Games Korea)는 에픽 게임즈의 한국법인이다.